# Rýč

Typy rýčů

Rýč je zahradnický nástroj určený k obracení či k vyrývání zeminy. Práce prováděná rýčem se nazývá rytí, nebo rozrývání, přerývání, zarývání. Rýč s dlouhou úzkou čepelí se nazývá sakovák (na obr. vpravo) a používá se k výkopu základů, drenáží a podobně, kde nelze použít pro tento účel speciální druh bagru zvaný podkopovka. Nejčastěji má rýč kompaktní kovovou čepel z jednoho kusu kovu (obvykle bývá z ocelového plechu, užívána je i borová ocel) a dřevěnou nebo kompozitní násadu. Používají se také i speciální rýče velmi podobné klasickým vidlím. Jsou to rýče s několika plochými bodci, tzv. rycí vidle – hodí se zejména pro rytí těžších, vlhčích a tužších půd nebo jílovitých zemin.
Konec rukojeti ve tvaru písmene T nebo D umožňuje lepší úchop a účinnější obouručné působení na rýč. Čepel je na svém spodním konci naostřena, aby snadněji pronikala do zeminy. Vrchní část čepele bývá opatřena nášlapem a je tak možno o něj opřít chodidlo a zvýšit tlak na rýč, který se snáze zaryje do zeminy.
Obdobnými strojními zařízeními ručního rýče jsou bagry, oračky a různé kypřicí stroje. Strojním ekvivalentem drenážního rýče (sakováku) je rýhovač.